# Raïon de Kiev
Ne doit pas être confondu avec Subdivisions administratives de Kiev.
Le raïon de Kiev ou de Kyïv (en ukrainien : Київський район) est un raïon (district) urbain de Kharkiv, la capitale de l'oblast de Kharkiv.

## Situation
Il englobe des territoires dans le nord-est de Kharkiv, les villages de Piatikhatka et de Joukovski.

## Historique
Il a été formé en 1932, il a porté le nom de Kaganovitch jusqu'en 1957.

## Lieux d’intérêt
Le district est traversé par rivière Kharkiv et possède avec le réservoir Jouravliv et une grande quantité d'espaces verts, l'Université nationale de l'automobile, l'Université nationale d'architecture (KHNUSA), l'université nationale aérospatiale Joukov, l'académie nationale de droit Iaroslav le Sage, l'Université technique nationale "Khpy",.

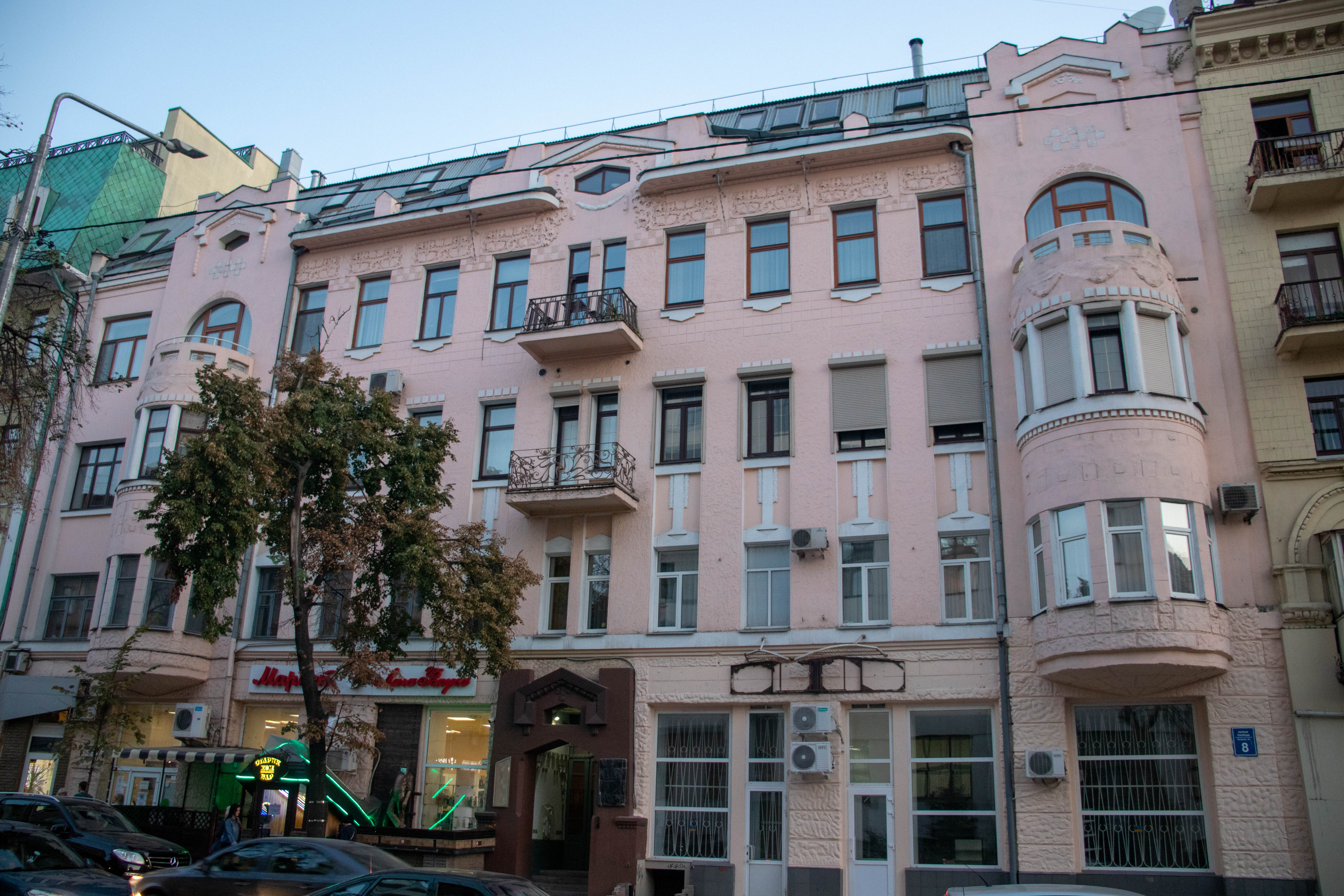
Immeuble de l'avenue Liberté.
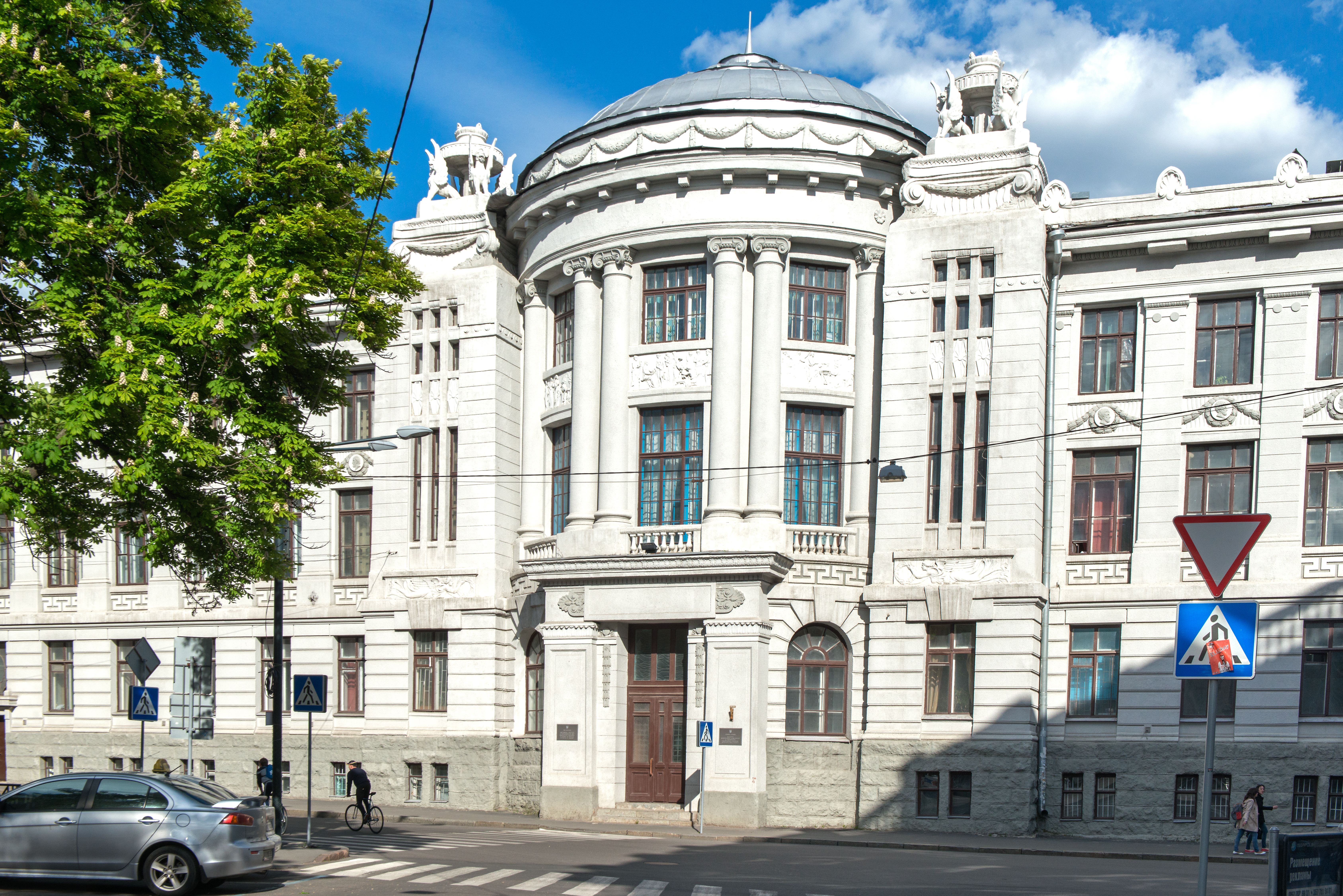
L'institut Mechnikov, rue Pouchkine.
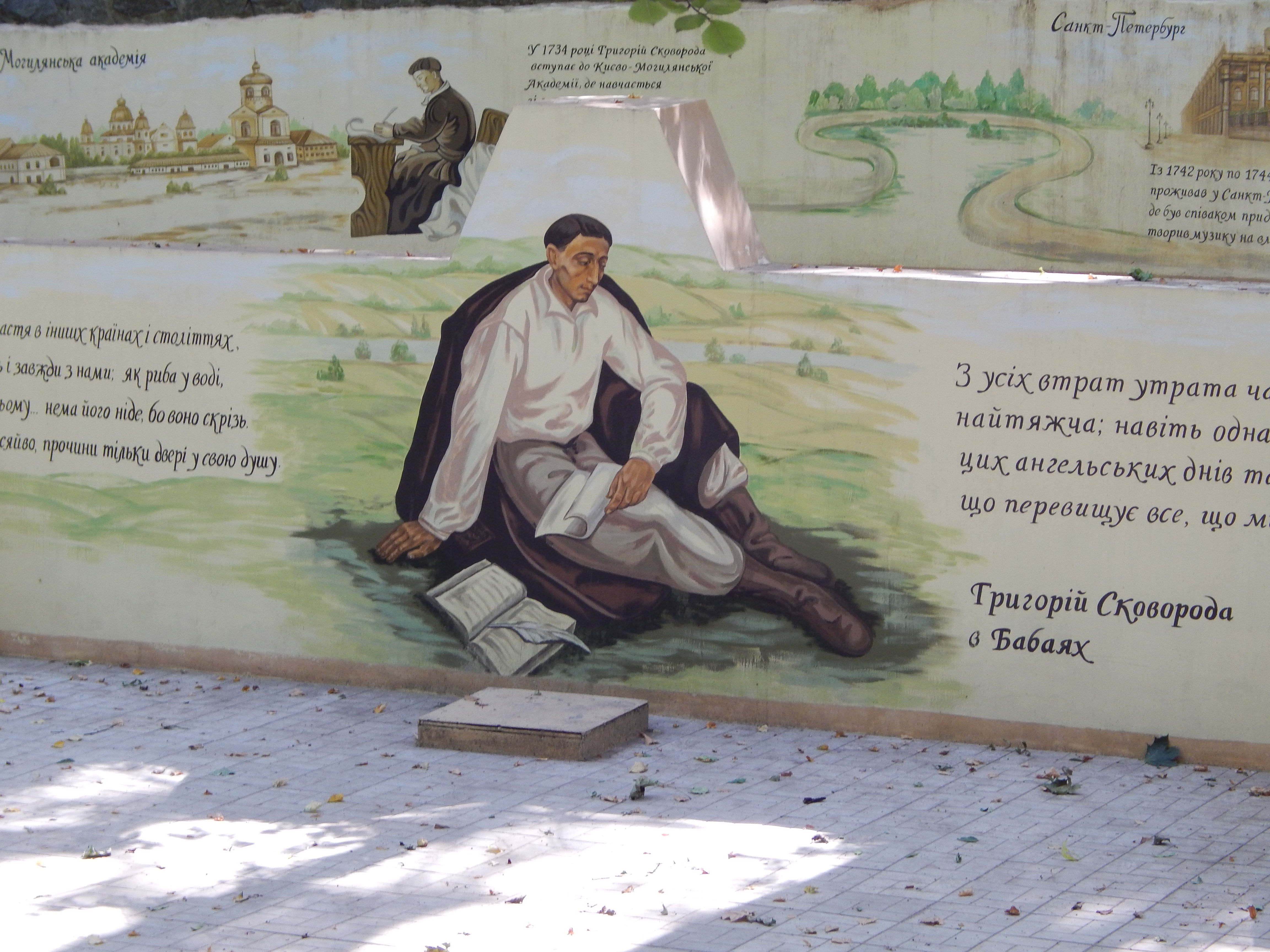
Monument à Grigori Skovoroda, classé[1].
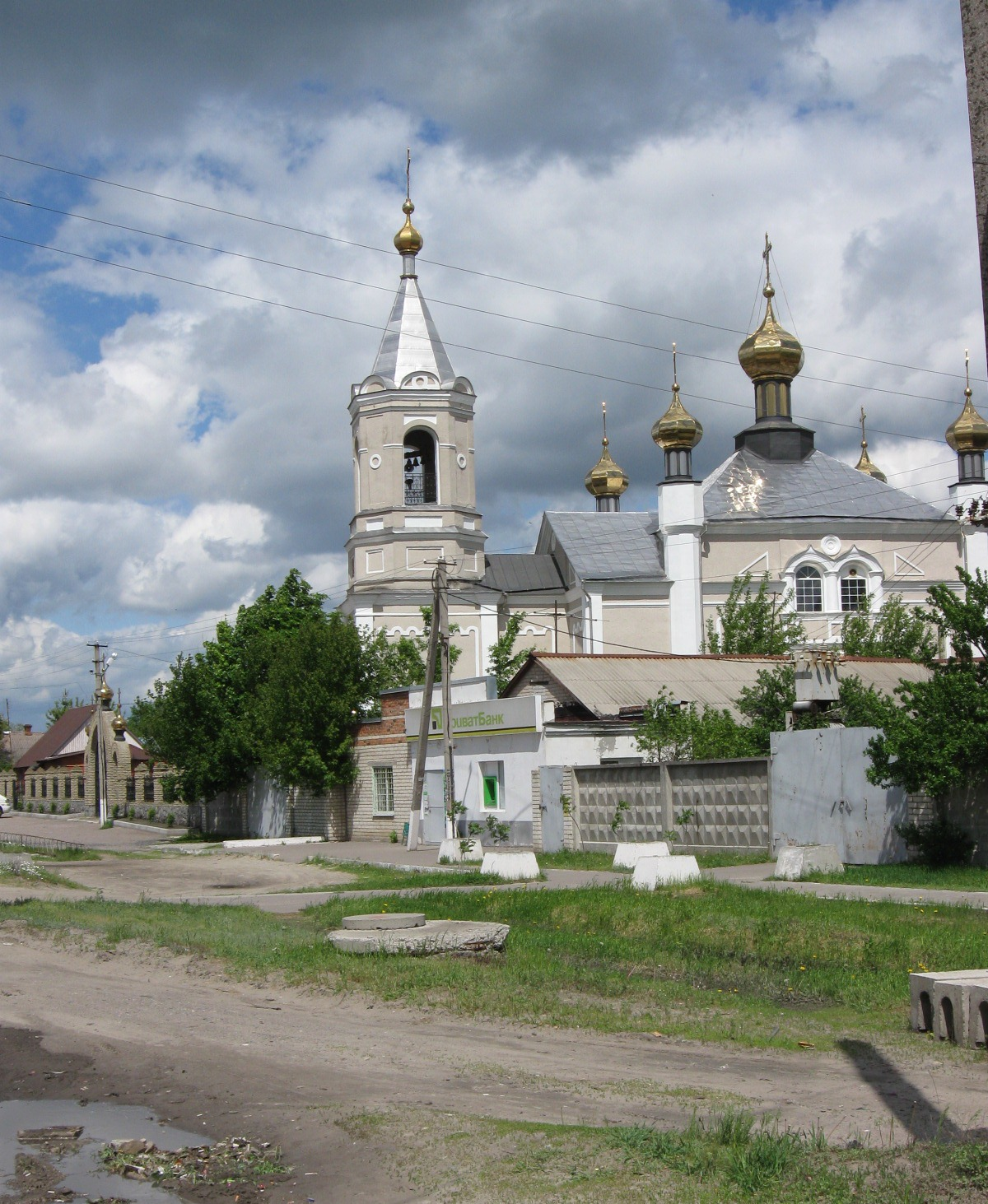
Église Pokrovsky, classée[2].
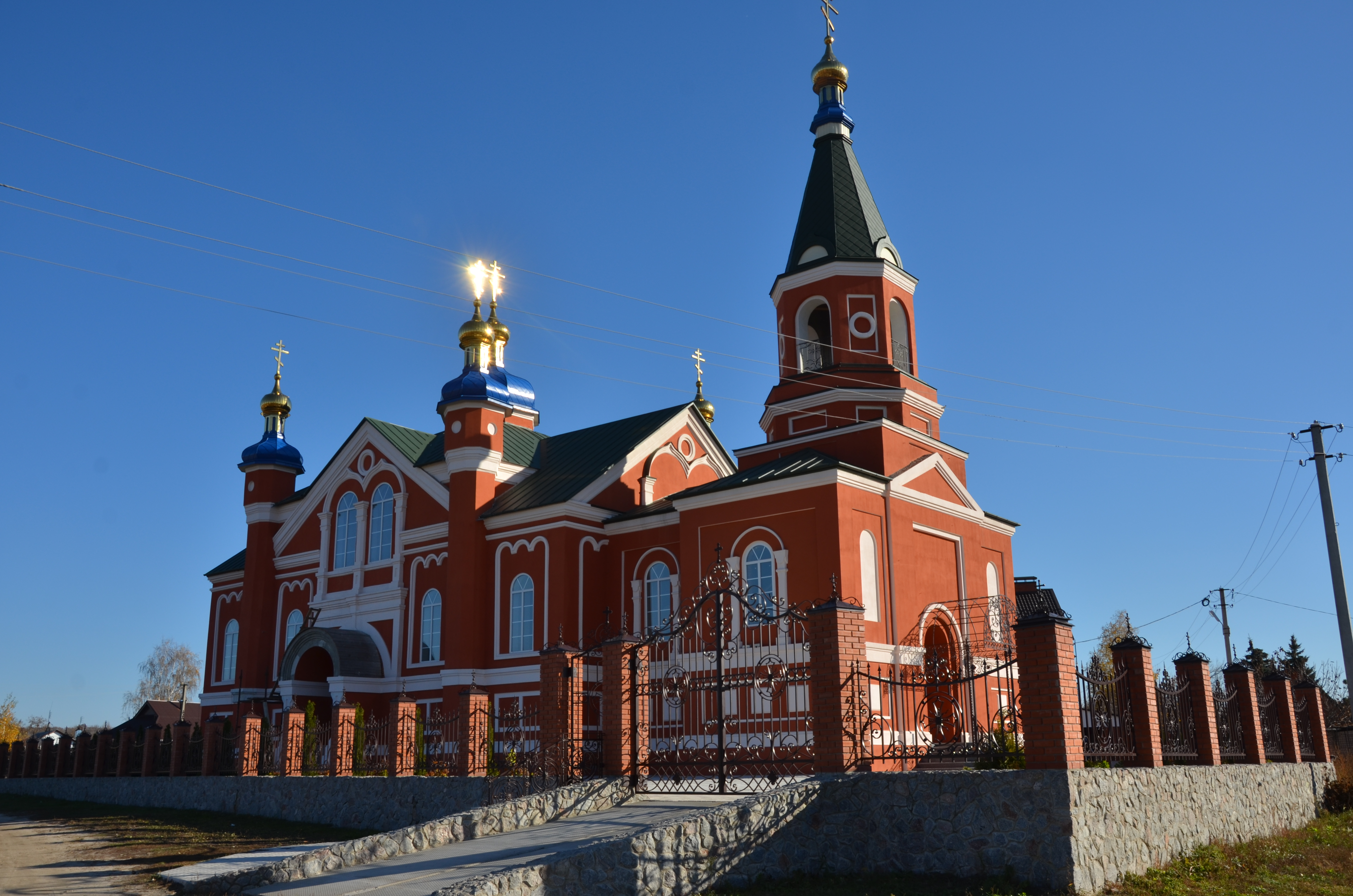
Église Tikhonov, classée[3].
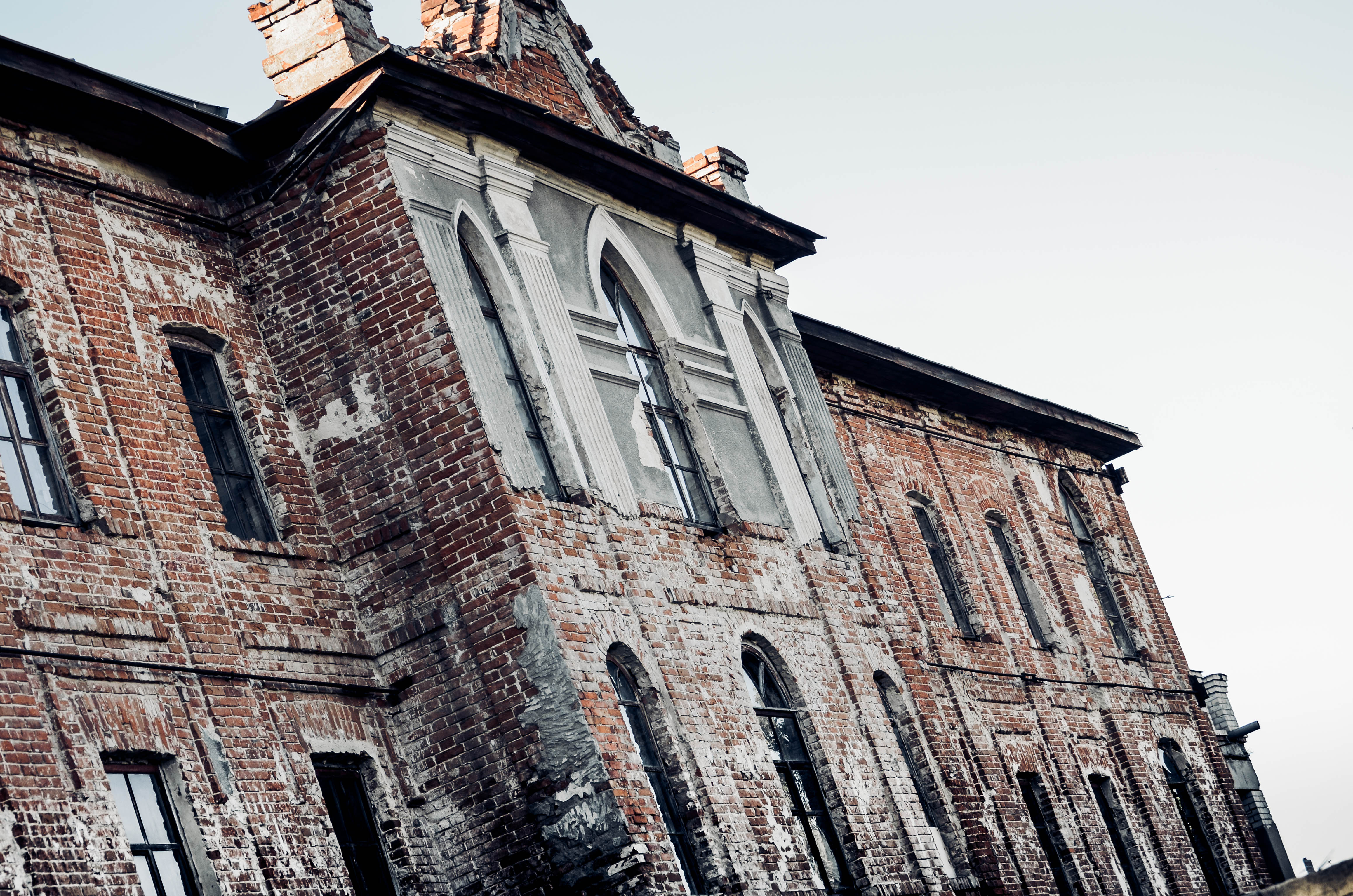
Maison de l’abbesse, Monastère de l'Ascension de Kholocheve, classée[4].
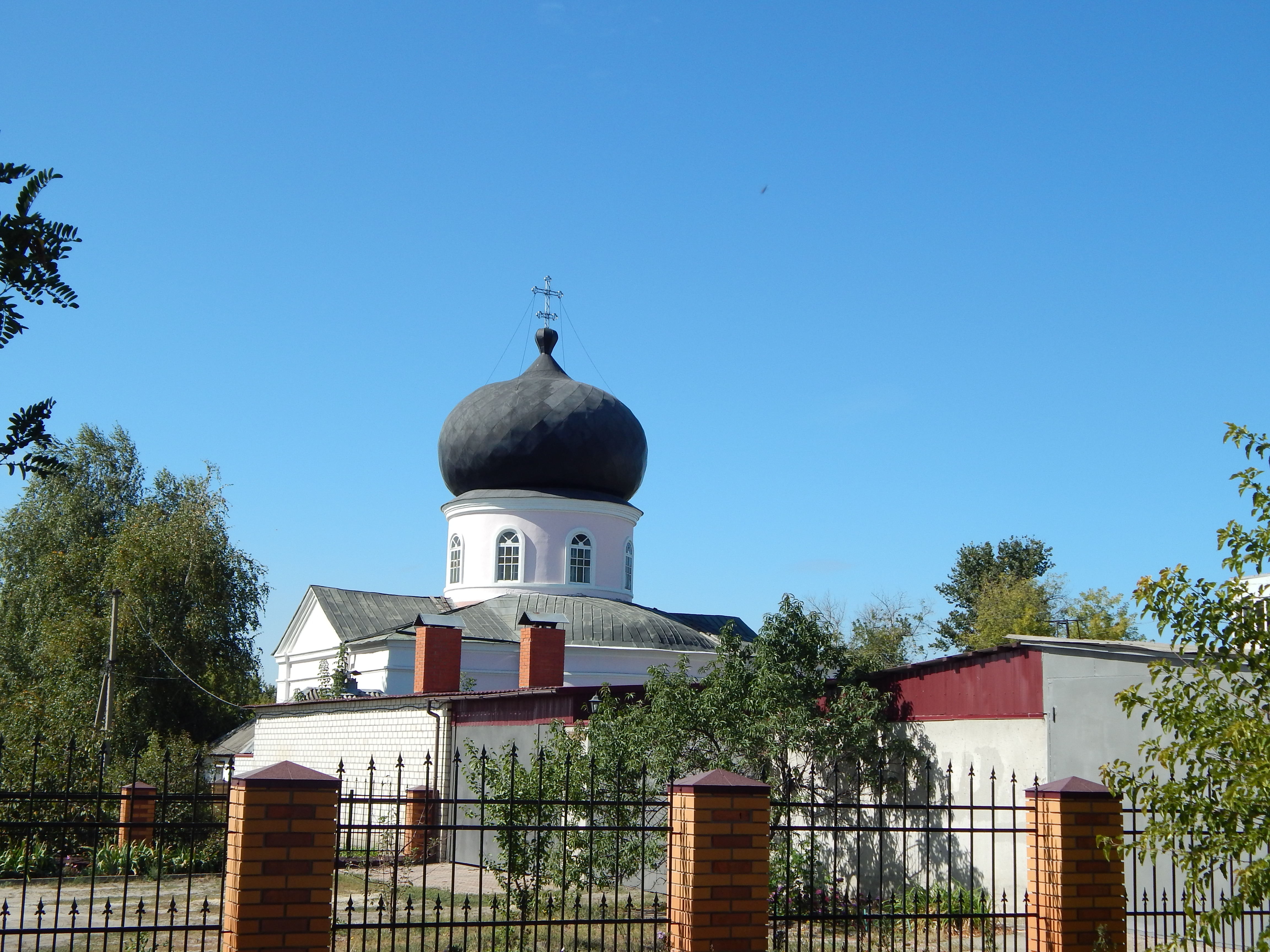
Église Saint-Démétrius de Thessalonique, classée[5].
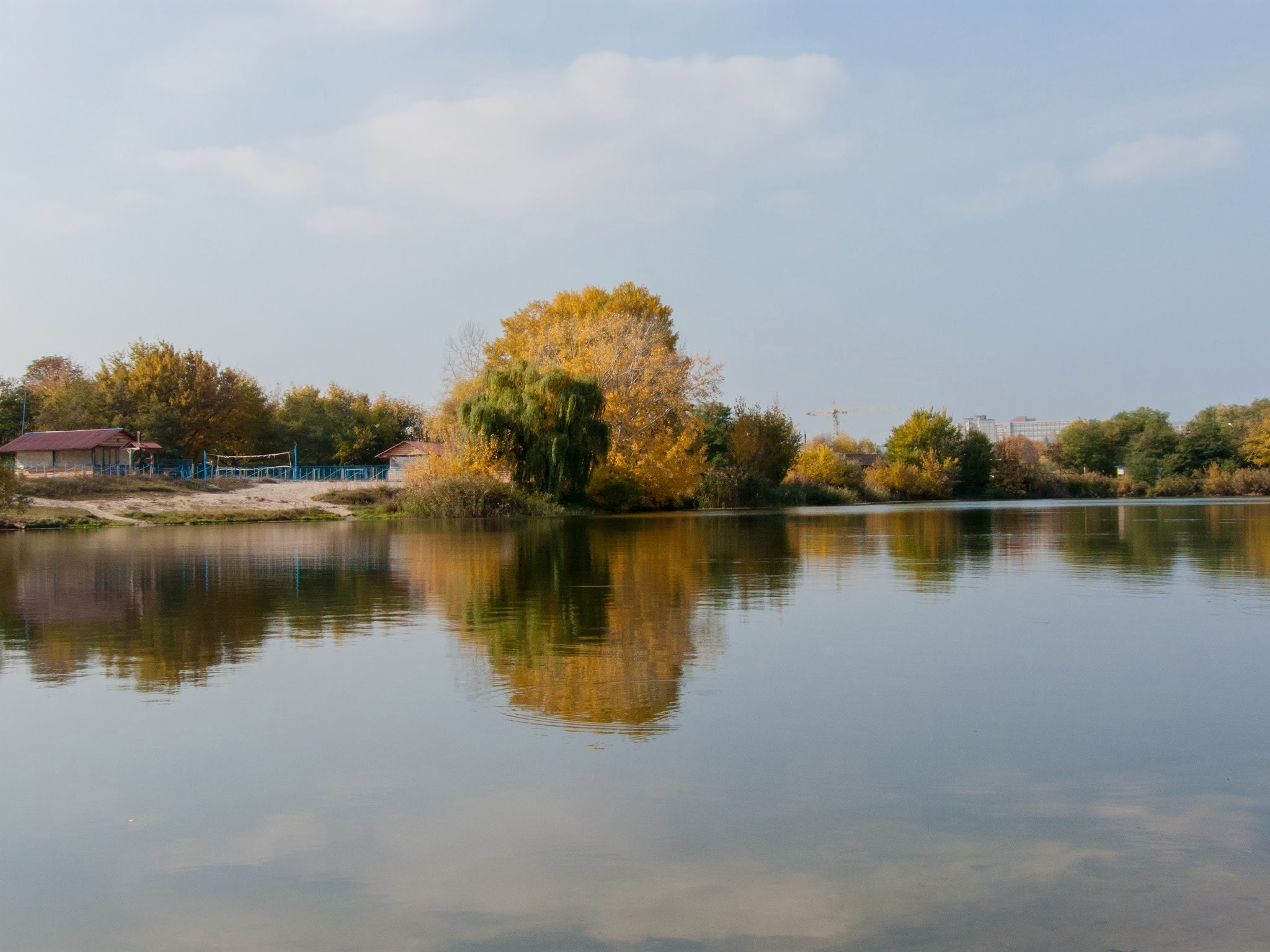
Le réservoir Jouravliv.